# Азари (Mass Effect)
Азари (англ. Asari) — вымышленный внеземной разумный вид, представленный во вселенной Mass Effect. Хотя азари похожи на человеческих женщин, они являются изогамным видом, способным размножаться как между собой, так и с другими разумными видами. Азари способны прожить более 1000 лет и одарены экстрасенсорными способностями, они все являются «биотиками», то есть способны управлять тёмной энергией. Азари на фоне остальных цивилизаций Млечного Пути выделяются своей толерантностью и продвинутыми эгалитарными ценностями. Самые известные представительницы — Лиара Т’Сони, Матриарх Бенезия, Самара, Ария Т’Лоак и Пелессария «Пиби» Б’Сэйл.
Азари признаны важной частью вселенной Mass Effect и популярны среди фанатов франшизы. В частности Лиара Т’Сони является самой любимой любовной пассией у мужских игроков. Тем не менее, представители игровой прессы критиковали азари как явный пример сексуализации женщин в компьютерных играх.

## Концепция и дизайн
Ещё в самом начальном этапе разработки первой игры Mass Effect было решено, что одна из инопланетных рас должна характеризоваться красотой и привлекательностью, разработчики называли это обязательным элементом научной фантастики. Команда вдохновлялась расой Орион из «Звёздного пути», а также Сиринами из игры Star Control II 1992 года, которая изображала сексуальных синекожих инопланетянок с экстрасенсорными способностями и идиллической эгалитарной культурой. Сирины в итоге стали прообразом для азари.
Если все остальные инопланетные инопланетные виды создавались намеренно нечеловеческими, с азари всё было наоборот, они наиболее антропоморфны, поскольку должны были оставаться сексуально привлекательными в глазах игроков. Некоторые концепт-арты предлагали менее человеческую физиологию для азари, но они были отвергнуты как недостаточно привлекательные. Из-за ограниченности бюджета на разработку первой Mass Effect все модели представителей инопланетных рас было решено сделать мужскими, в итоге разработчики пришли к идеи сделать всех азари «женщинами» для уравновешивания полов в игре. Однако это было необходимо логически объяснить, поэтому была прописана идея того, что все азари одного пола. До этого разработчики создали несколько концепт-артов с азари-мужчинами.
Изначально азари должны были иметь волосы, но идея с щупальцами пришла позже, когда дизайнеры экспериментировали с различными вариантами концепт-артов и пытались связать азари с акватической темой. По задумке разработчиков, волосы-щупальца с острыми кончиками намекают на потенциальную угрозу этого вида, так как азари эволюционировали во вражеской окружающей среде. Костюмы азари создавались сексуальными, футуристическими и стильными, похожими на то, что надевают женские знаменитости для голливудской красной дорожки. Для того чтобы разнообразить внешность азари, разработчики сканировали лица различных профессиональных моделей.

## Описание

### Биология
Все азари, в отличие от остальных разумных видов, обладают врождённым даром к биотическим способностям из-за обилия нулевого элемента на их родной планете Тессии. Нулевой элемент во вселенной Mass Effect при электрическом взаимодействии высвобождает тёмную энергию. Не только азари, но и остальные виды на Тессии приспособлены использовать нулевой элемент. Из-за него цвет кожи и крови азари имеет голубой оттенок. Азари живут более тысячи лет и в течение жизни проходят три стадии личностного развития: молодые «Девы» исследуют миры и ведут свободный образ жизни, который люди охарактеризовали бы как распущенный — ищут любовных партнёров, развлекаются в барах или могут подрабатывать наёмницами. «Матроны» уже хотят остепениться, обзаводятся детьми. Самые старые азари становятся «Матриархами» — старейшинами, хранительницами знаний и правительницами.
Азари — это однополая разумная раса, но её представительницы анатомически похожи на земных женщин, по крайней мере с точки зрения людей. Проблема в том, что представитель любого разумного вида считает азари похожими на женщин своего же вида, но также замечает их синюю кожу и гребни на голове. То есть азари с помощью телепатии искажают представления о своей внешности, чтобы казаться привлекательными в глазах разных инопланетных видов.  Азари, несмотря на свою бесполость, также ведут себя в целом женственно и используют по отношению к себе женские местоимения. Тем не менее, из-за своей биологии азари, как правило, пансексуальны. Их репродуктивная система и способ размножения в целом уникальны, так как азари размножаются с помощью слияния нервной системы с партнёром и считывают данные о его/её ДНК. При этом потомство азари — это фактически клон, но улучшенный небольшим количеством генетического материала, полученного от партнёра. Таким образом, азари может заводить потомство также от представителей инопланетных рас, но это всегда будут азари. Культура азари прямо поддерживает получение потомства от инопланетных видов, так как существует риск того, что азари, родившаяся от союза двух азари, станет «Ардат-Якши» — носительницей редкого генетического заболевания. Ардат-Якши убивают партнёра при попытке слияния с его или её нервной системой. Общество азари боится и презирает Ардат-Якши, предлагая становиться им монахинями, а также стремится всеми возможными способами скрыть их существование от других видов. В Mass Effect 3 «Жнецы» — враждебная раса полумашин — крадут Ардат-Якши, чтобы превращать их в «Банши». Банши имеют иную физиологию, они страшные, тощие и вытянутые.

### Культура
Долгая продолжительность жизни азари делает их культуру консервативной, верность вековым традициям сочетается с эгалитарностью сообщества и толерантным отношением к другим разумным видам. Азари верят, что, распространяя свои ценности среди других видов, они способствуют формированию новой галактической цивилизации, лишённой условных границ. Азари-дипломаты продвигают центристскую идеологию, поддерживая стабильность и благодатную почву для развития торговли, экономики и военной мощи.
Азари (в нынешнем цикле) первыми вышли в космос и обнаружили цитадель и после первого контакта с саларианцами задумали создать межвидовой управляющий совет, поэтому они стали там одними из самых влиятельных фигур. Цивилизация азари обладает самой мощной экономикой в Млечном Пути и лучшей дипломатической репутацией. При всём этом у азари нет центрального правительства. Их родная планета Тессия поделена на множество мирно сосуществующих свободных конфедераций, в каждой из которых развиты демократические институты. Конфедерации управляются матриархами, самыми уважаемыми и почитаемыми членами общества.
При создании культуры азари разработчики вдохновлялись древней Грецией. Архитектура азари выделяется своими плавными изгибами и горизонтальными линиями, вдохновлёнными работами испанского архитектора Сантьяго Калатравы. Самая популярная религия у азари — Сиари, пантеистическая вера в единство всего живого во вселенной.

## Восприятие

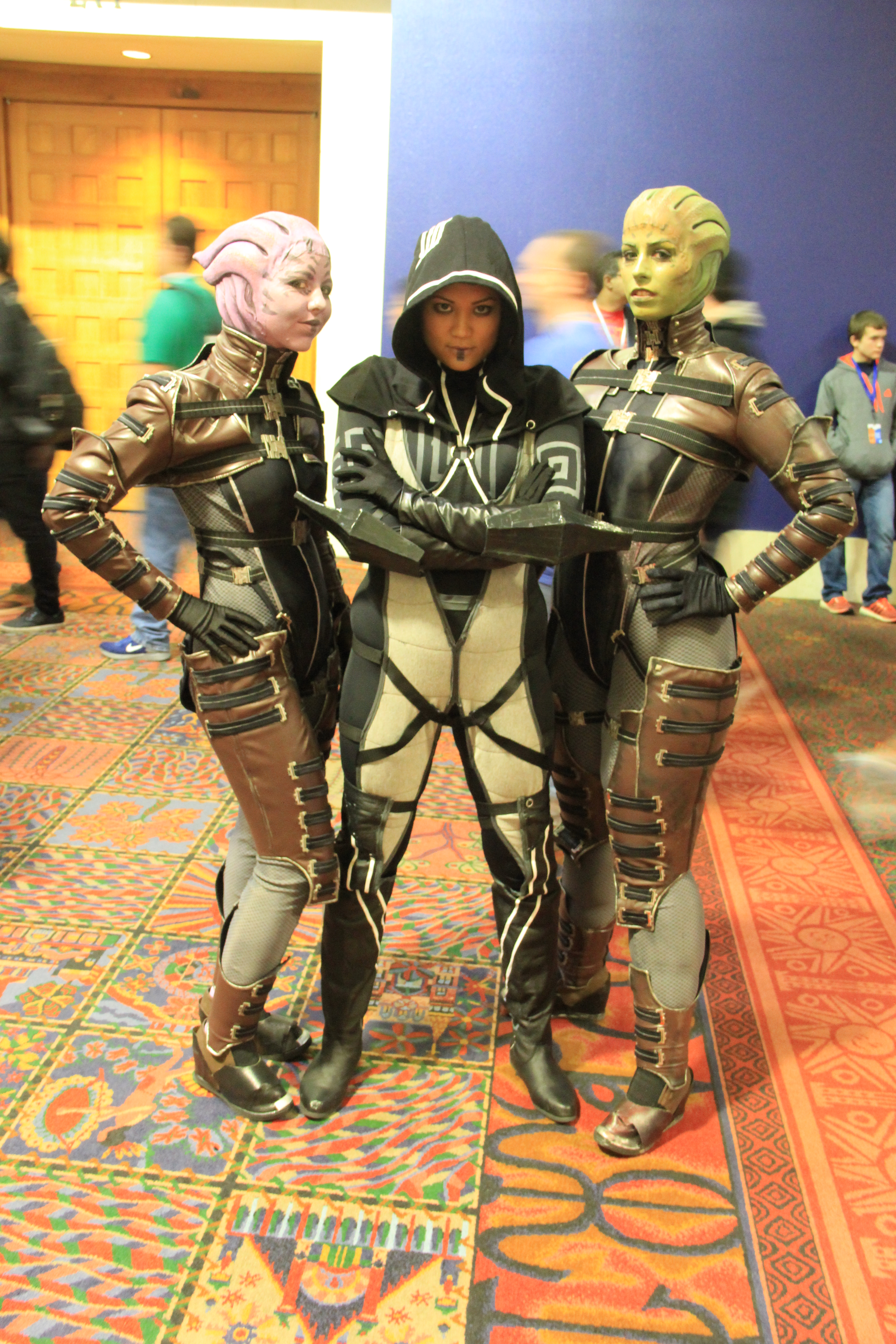
Косплей Азари на Penny Arcade Expo, 2015 год

Азари стали неотъемлемой частью франшизы Mass Effect, практически став её синонимом. Редакция Digital Spy заметила, что азари едва ли не известнее, чем сама франшиза. Азари выступают одной из самых известных инопланетных рас в научной фантастике и излюбленными персонажами фан-арта и косплея на игровых и научно-фантастических конвенциях. Азари также ассоциируются с Лиарой Т'Сони, одной их самых популярных персонажей из Mass Effect и самым популярным любовным интересом у мужских игроков. Лиара примечательна тем, что может завязывать любовные отношения с женской версией капитана Шепард. Таким образом Mass Effect стала одной из первых компьютерных игр, изображающих лесбийские отношения. Лиара признана самым любимым персонажем у фанатов серии и популярным объектом для косплея персонажа Mass Effect.
Оценка азари со стороны игровых критиков была неоднозначной. Главным образом их критикуют за то, что они являются воплощением сексуальной объективации женских персонажей и именно ради этого существуют во вселенной Mass Effect. Несмотря на бесполую природу азари, они в целом воплощают гетеронормативную и традиционную женственность. Редакция Daily Californian назвала азари ярким примером изображения женственности через призму мужских фантазий и в целом обвинила ранние игры Mass Effect в продвижении сексизма и антропоцентризма, где азари, выраженно похожие на человеческих женщин, воплощают идеальное представление об эгалитарном обществе, а враждебные инопланетные виды, наоборот, не человечны. Тем не менее, франшизу одновременно хвалили за то, что последняя игра Andromeda частично переосмыслила образ азари, отказавшись от их столь явной сексуальной фетишизации.
В то же время игровые критики высказывались в пользу азари как формы явного социального высказывания против ксенофобии и расизма. Редактор 1UP указал на парадокс в изображении азари как расы, воплощающей идеальные представления об эгалитарных ценностях, но «в исполнении самых отъявленных зелёных инопланетных цыпочек, которых бы отымел капитан Кирк». Редакция Glixel увидела в обществе азари воплощение свободного общества и самореализации, которое бросает вызов старым сексистским тропам в научной фантастике. Представитель The Atlantic оценил то, как разработчики через изображение азари продвигали ценности мультикультурализма и общества, напрямую поощряющего межрасовые отношения, что в принципе было прорывным в истории научной фантастики.
Азари изучали на реалистичность, в частности шанс на то, что они могут действительно существовать, и они были признаны наименее реалистичной расой серии из-за своей экзотической формы размножения и того обстоятельства, что гермафродиты уступают в эволюционной гонке животным с разными полами. Также азари из-за особенности размножения называли доминантной поглощающей расой по причине того, что они крайне привлекательны в глазах любых видов, при этом в таких межвидовых союзах всегда будет рождаться азари. То есть в теории азари могут постепенно заменить собой другие инопланетные виды.